# Militärökonomie
Militärökonomie ist ein Spezialbereich der Volkswirtschaftslehre, der durch eine fachlich sehr breite und interdisziplinären Ausrichtung gekennzeichnet ist.
In dem Forschungsgebiet spielen nicht nur wirtschaftswissenschaftliche Erwägungen eine Rolle, sondern es werden ebenso militärwissenschaftliche, politikwissenschaftliche, historische, geografische, als auch technologische Erwägungen in die Forschungsarbeit (Analysen) mit einbezogen.
Das Fachgebiet erforscht beispielsweise die Ressourcennutzung, die Kosten von Rüstung (Aufrüstung, Betrieb, sowie Abrüstung), Investitionen in Rüstung, Logistik, Versorgung, Risikomanagement usw. im Kontext der Rüstungspolitik, Rüstungsindustrie und globalen oder nationalen Verteidigungs- oder Sicherheitspolitik. Siehe auch Themen und Prinzipien.
In diesem Umfeld entwickelte sich auch zentrale Grundlagenforschung, beispielsweise durch die spieltheoretischen Analysen der nuklearen Bedrohung im Kalten Krieg und deren Verteidigung. Die Forschung der RAND Corporation liefert hierfür eine Reihe von Beispielen, etwa das Ellsberg-Paradoxon (1961) oder wichtige Berichte wie der 1960 erschienene The Economics of Defense in the Nuclear Age. Militärische Strategieforschung ist jedoch ein eigenes Fachgebiet.

## Institutionen
Militärökonomie wird häufig in entsprechend spezialisierten (meist staatlichen) Denkfabriken, militärwissenschaftlichen Institutionen und Akademien erforscht und gelehrt, weshalb die gewonnenen Erkenntnisse nur teilweise öffentlich kommuniziert werden.
Forschungsstandorte im deutschsprachigen Raum finden sich an der Universität der Bundeswehr und der Militärakademie an der ETH Zürich. Bekannte Einrichtungen aus dem Ausland sind z. B. das United States Army War College oder von dem britischen Thinktank The Royal United Services Institute for Defence and Security Studies (RUSI).
Frühere Institutionen sind z. B. das Committee for Economic Development (CED). Das CED war maßgeblich an der Entwicklung des Marshallplans beteiligt. Die Nachfolgerinstitution des CED, heute das Conference Board, beschäftigt sich noch heute mit sicherheits- und verteidigungsnahen Themen.

## Themen und Prinzipien
Das klassische Thema ist die ökonomisch optimale Aufstellung, Versorgung und Unterhaltung von Armeen – sowohl in Friedens – als auch in Kriegszeiten. Hierzu gibt es eine bis auf Leibniz zurückgehende wissenschaftliche Traditionslinie der „oeconomia militaria“. Militärökonomisch soll unter anderem gewährleistet werden, dass die hierfür eingesetzten Mittel sowohl ökonomisch effizient sind (bspw. möglichst kostenminimale Leistungserbringung) als auch sicherheitstechnisch effektiv sind (bspw. technologisch zweckmäßig).
Andere Themenbereiche orientieren sich an konkreten und länderspezifischen Anwendungsfälle, so beispielsweise: die zentrale Versorgungssicherheit und Resilienz des Landes bei auftretenden Konflikten oder gar Kriegen, der Schutz von kritischer Infrastruktur, aber auch die ökonomische Analyse von nicht-staatlichen Konflikten (Terrorismus, Cyber-Bedrohungen, Drogenhandel, Flucht und Vertreibung etc.), die Folgen von Verteidigungsausgaben oder auch weitreichende strategische Implikationen von veränderten Sicherheitsstrukturen (Befahrbarkeit der Nordostpassage; Anfälligkeit des Suezkanal).
Daneben besitzt die Militärökonomie aber auch abstrakte und stärker theoriegetriebene Forschungsbereiche, wie beispielsweise: die makroökonomischen Effekte von Verteidigungsausgaben, diverse spieltheoretische Untersuchungen und Planspiele (bspw. im Zusammenhang mit nuklearen Bedrohungen und deren Abschreckung), die Formung von militärischer Allianzen und ihrer gegenseitigen Mittelbereitstellung oder die spezifischen Marktstrukturen von Verteidigungsausgaben.
Für ein besseres Verständnis kann man auch in der Militärökonomie grob zwischen einer Makro- und Mikroperspektive unterscheiden. Wichtige Untersuchungsgegenstände auf der Mikroebene sind die Preisfindungsmechanismen militärischer Güter und Dienstleistungen, Industrieökonomik, Rüstungsdynamik, die Vertrags- und Rüstungsregulation sowie die ökonomische Strukturanalyse der Rüstungsindustrie, die Substitutionsfähigkeit der Truppenstärke durch verschiedentliche Rekrutierungsmethoden oder kapitalintensive Rüstungstechnologie. Wichtig Fragen auf der Makroebene sind eng mit denen des internationalen Handels, der Entwicklungshilfe und -ökonomie, Wachstumstheorie und – sehr bedeutend – der Institutionenökonomie verbunden. Bei strategischen Interaktionen haben spieltheoretische Betrachtungen einen zentralen Stellenwert, etwa bei der systematischen Erforschung von Rüstungswettrennen und deren Kontrolle, der militärischen (nuklearen) Abschreckung oder der entsprechenden Kriegsabwendung, -initiation oder Kriegsbeendigung.

## Probleme
Die Militärökonomie kämpft jedoch mit der grundlegenden Herausforderung, dass ein großer Teil ihrer Anwendungsbereiche den strengen axiomatischen Anforderungen der (neo-)klassischer Theorien überhaupt nicht genügt. So haben beispielsweise ökonometrisch basierte Untersuchungen im Kontext der Militärökonomie mit dem grundsätzlichen Problem zu kämpfen, dass es keine wirklich objektivierbare Output/Ergebnis-Messung gibt. Man kann zwar die wirtschaftlichen Ausgaben (ex ante) messen – etwa die Kosten für eine Panzerbrigade –, nicht aber den erzielten Output. Nur im Kriegsfall, d. h. nachdem die Ausgaben bereits getätigt wurden (ex post), wird es möglich, die Ergebnisse konkret zu messen. Ein weiteres Beispiel ist der Charakter als öffentliches Gut, d. h. die militärische Sicherheit des Staates und seiner Bevölkerung kommt jedem Einzelnen in der Nation zugute, unabhängig davon, in welchem Umfang der Einzelne an der Produktion dieses Gutes beteiligt ist. Hinzu kommt auch, dass militärische Güter inhärent durch externe Effekte gekennzeichnet sind. All dies macht die einfache Übertragung und Anwendung selbst bereits etablierter Methoden und Modelle problematisch und angreifbar. Im deutschsprachigen Raum etablieren sich daher zunehmend Versuche, alternative und institutionsökonomische Perspektiven fruchtbar zu machen.

## Rüstungsausgaben als Instrument der Wirtschaftspolitik
Neben keynesianische Analysen sehen insbesondere marxistisch orientierte Autoren wie Elmar Altvater, Ernest Mandel, Paul A. Baran, Paul Sweezy Militärausgaben als Instrument der Wirtschaftspolitik im Kapitalismus. Diese führen erhöhte Militärausgaben aus den sich verschlechternden Akkumulationsbedingungen zurück und betrachten diese als beliebtestes Krisensteuerungsinstrument des kapitalistischen Systems, da sie keine zivile Produktion verdrängen, eine hohe Multiplikatorwirkung haben, der Produktion von Gütern dienen, die einem raschen technischen Verschleiß unterliegen und keinen Kapazitätseffekt haben und somit kein erneutes Überangebot schaffen. Aus ihrer Theorie leiten sie ab, dass sich der Rüstungssektor notwendigerweise immer mehr ausdehnt, wesentliche Teile der Wirtschaft gänzlich von Rüstung abhängig werden und Militärausgaben wachsende Staatsausgaben und Staatsverschuldung verursachen.

## Weltweite Militärausgaben
| Rang | Staat                        | Ausgaben ($ Mrd.) | % des BIP |
| ---- | ---------------------------- | ----------------- | --------- |
|      | Welt total                   | 1,686             | 2,2       |
| 01   | Vereinigte Staaten           | 611,2             | 3,3       |
| 0    | Europäische Union            | 252,6             |           |
| 02   | Volksrepublik China          | 215,7             | 1,9       |
| 03   | Russland                     | 69,2              | 5,3       |
| 04   | Saudi-Arabien                | 63,7              | 10        |
| 05   | Indien                       | 55,9              | 2,5       |
| 06   | Frankreich                   | 55,7              | 2,3       |
| 07   | Vereinigtes Königreich       | 48,3              | 1,9       |
| 08   | Japan                        | 46,1              | 1,0       |
| 09   | Deutschland                  | 41,1              | 1,2       |
| 10   | Südkorea                     | 36,8              | 2,7       |
| 11   | Italien                      | 27,9              | 1,5       |
| 12   | Australien                   | 24,3              | 2,0       |
| 13   | Brasilien                    | 22,8              | 1,3       |
| 14   | Vereinigte Arabische Emirate | 22,8              | 5,7       |
| 15   | Israel                       | 17,8              | 5,8       |
| 16   | Kanada                       | 15,5              | 1,0       |
| 17   | Spanien                      | 14,9              | 1,2       |
| 18   | Türkei                       | 14,9              | 2,0       |
| 19   | Iran                         | 12,3              | 3,0       |
| 20   | Algerien                     | 10,6              | 6,7       |
| 21   | Singapur                     | 9,9               | 3,4       |
| 22   | Taiwan                       | 9,9               | 1,9       |
| 23   | Pakistan                     | 9,9               | 3,4       |
| 24   | Kolumbien                    | 9,9               | 3,4       |
| 25   | Polen                        | 9,7               | 2,0       |
| 26   | Niederlande                  | 9,2               | 1,2       |
| 27   | Oman                         | 9,0               | 16,7      |
| 28   | Indonesien                   | 7,7               | 0,9       |
| 29   | Mexiko                       | 6,8               | 0,6       |
| 30   | Kuwait                       | 6,3               | 6,5       |

| Rang | Staat                  | Ausgaben ($ Mrd.) |
| ---- | ---------------------- | ----------------- |
| 01   | Vereinigte Staaten     | 597,5             |
| 02   | Volksrepublik China    | 145,8             |
| 03   | Saudi-Arabien          | 81,9              |
| 04   | Russland               | 65,6              |
| 05   | Vereinigtes Königreich | 56,2              |
| 06   | Indien                 | 48,0              |
| 07   | Frankreich             | 46,8              |
| 08   | Japan                  | 41,0              |
| 09   | Deutschland            | 36,7              |
| 10   | Südkorea               | 33,5              |
| 11   | Brasilien              | 24,3              |
| 12   | Australien             | 22,8              |
| 13   | Italien                | 21,6              |
| 14   | Irak                   | 21,1              |
| 15   | Israel                 | 18,6              |

### Fachartikel oder Berichte
- Ethan Ilzetzki: Guns and Growth: The Economic Consequences of Defense Buildups (= Kiel Report). Kiel Institute for the World Economy, Kiel, Germany 2025 (englisch, ifw-kiel.de – Der Bericht ist auch in Deutsch verfügbar.).
- T. Krebs, P. Kaczmarczyk: Wirtschaftliche Auswirkungen von Militärausgaben in Deutschland. Lehrstuhl für Makroökonomik und Wirtschaftspolitik, Mannheim 2025 (uni-mannheim.de [PDF]).

### Fachbücher oder Kapitel
- James F. Brownlee: The Defense We Can Afford. In: Walter F. Hahn, John C. Neff (Hrsg.): American Strategy for the Nuclear Age. Anchor Books (Doubleday), Garden City, New York 1960, S. 389 ff. (englisch, archive.org).
- Dieter Senghaas: III Die Konfiguration des amerikanischen Rüstungskomplexes. In: Rüstung und Militarismus (= edition suhrkamp. Band 498). 1. Auflage. Suhrkamp Verlag, Frankfurt am Main 1972.
- William J. Weida, Frank L. Gertcher: The Political Economy of National Defense. Westview Press, Boulder, CO 1987, ISBN 978-0-8133-0432-8 (englisch, archive.org).
- Hahn, Oswald: Militärbetriebslehre. Betriebswirtschaftslehre der Streitkräfte. Berlin Verlag Arno Spitz, Berlin 1997, ISBN 3-87061-615-6.
- Keith Hartley: The Economics of Defence Policy. Routledge, 2012, ISBN 978-1-136-87998-2, doi:10.4324/9780203838778 (englisch).
- Marcus Matthias Keupp: Militärökonomie. Springer Fachmedien Wiesbaden, Wiesbaden 2019, ISBN 978-3-658-06146-3, doi:10.1007/978-3-658-06147-0.
- Keith Hartley, Todd Sandler (Hrsg.): Handbook in Defense Economics, Defense Economics in the post-cold war era. Volume 1. 1. Auflage. North Holland, 1995, ISBN 0-444-81887-1, S. 606.
- Keith Hartley, Todd Sandler (Hrsg.): Handbook in Defense Economics, Defense in a globalized World. Volume 2. 1. Auflage. North Holland, 2007, ISBN 978-0-444-51910-8, S. 698.